# 千葉県道237号浜金谷停車場線
千葉県道237号浜金谷停車場線（ちばけんどう237ごう はまかなやていしゃじょうせん）は、千葉県富津市を走る一般県道。

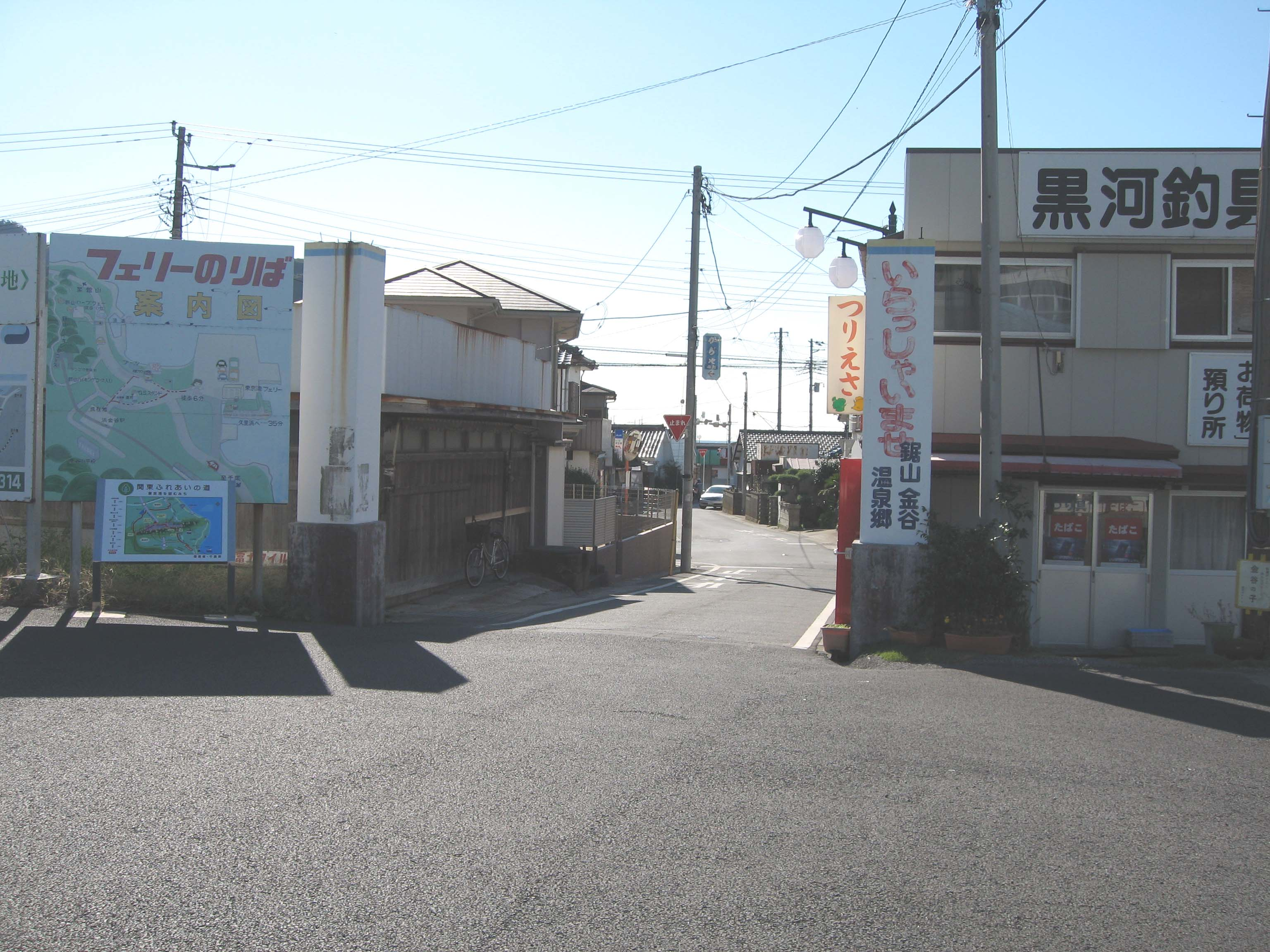
県道237号の起点となる浜金谷駅前。（2007年11月2日）

## 概要
JR内房線浜金谷駅前から国道127号に至る区間と、国道127号から分岐して富津館山道路富津金谷インターチェンジへ至る区間から構成される。両区間が直接接続する場所は無い。

### 路線データ
- 起点：富津市金谷（内房線 浜金谷駅）
- 終点：富津市金谷　富津金谷インターチェンジ（富津館山道路（国道127号）交点）
- 総延長：2.329 km（君津土木事務所管内：2.329 km[1]）
- 重用延長：0.892 km（君津土木事務所管内：0.892 km）
- 実延長：1.437 km（君津土木事務所管内：1.437 km[1]）

## 重複区間
- 国道127号（富津市金谷2288番地先 - 富津市金谷 富津金谷IC入口交差点）：0.892 km

## 交差する道路
| 交差する道路 | 交差する道路 | 交差する場所 | 交差する場所 |
| ------------ | ------------ | ------------ | ------------ |
| 浜金谷駅     | 浜金谷駅     | 富津市       |              |
| 国道127号    |              | 富津市       |              |

別線
| 交差する道路            | 交差する道路            | 交差する場所 | 交差する場所 |
| ----------------------- | ----------------------- | ------------ | ------------ |
| 富津館山道路 富津金谷IC | 富津館山道路 富津金谷IC | 富津市       |              |
| 国道127号               |                         | 富津市       |              |